# Журавець (рослина)
Журавець, або гера́нь (Geranium) — рід рослин родини геранієвих, основний і найбільший у родині — нараховують понад 350 видів.
Українська назва рослини журавець, подібно як в інших мовах (англ. cranesbill, рос. журавник) походить від подібності сім'янки рослини на дзьоб журавля. Родова назва Geranium походить від грец. γεράνως, що також означає «журавель».

## Опис

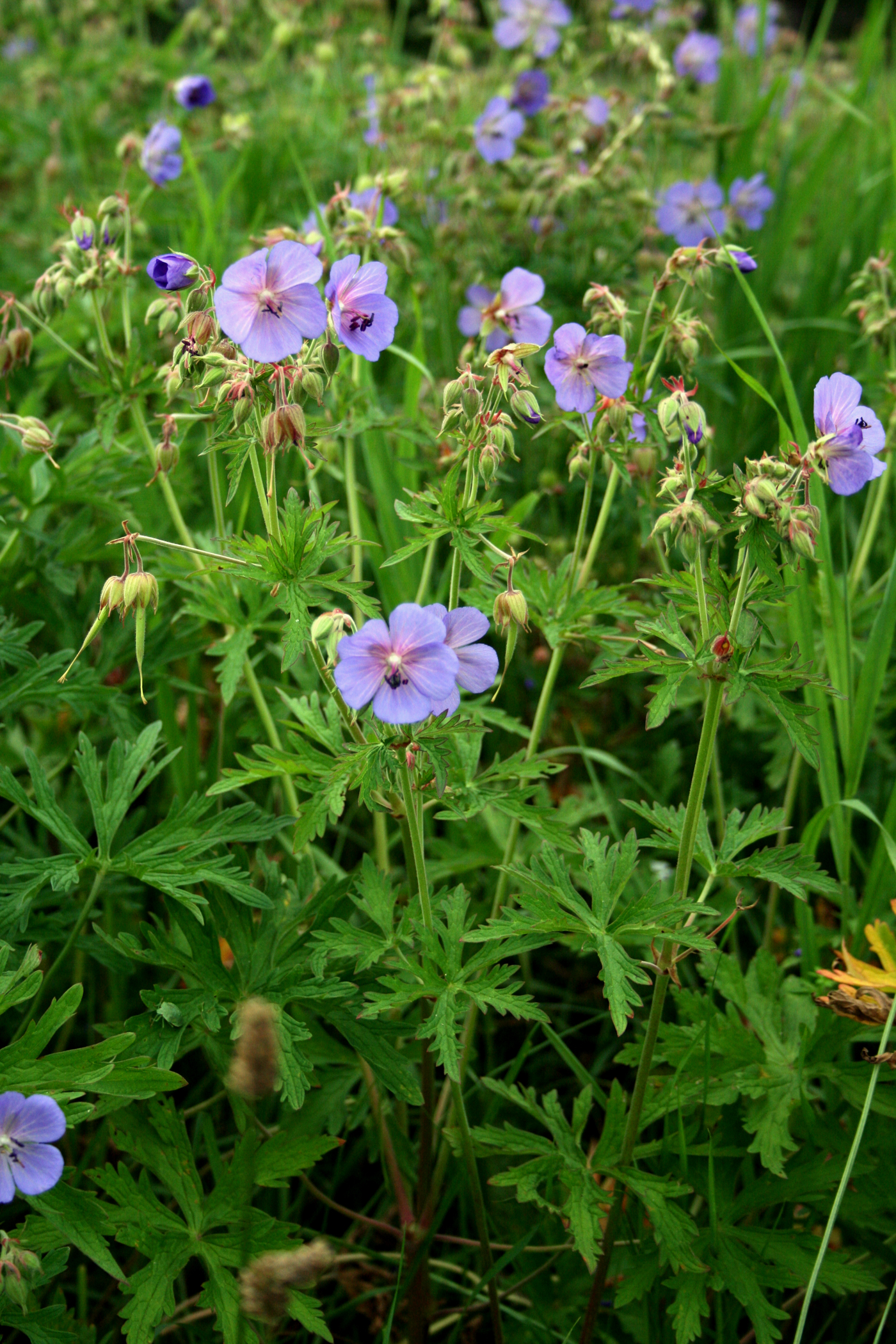
Рослина герані лучної (Geranium pratense)

Журавці — одно-, рідше багаторічні трав'янисті рослини.
Стебло — заввишки від 20 до 60 см.
Листки — на довгих черешках, пальчасто-, рідше перисторозсічені, в багатьох гераней м'яковорсисті.
Квітки — правильні, двостатеві; з п'ятичленної чашечки розкриваються 5 майже круглих пелюсток, розташованих в одній площині. Колір квітів — бордовий і ліловий різних відтінків, синій, білий тощо.
Плід герані розкривається п'ятьма стулками.

## Поширення
Трави і напівкущі герані поширені по всьому світу, особливо в помірній зоні Північної півкулі, зокрема у східному Середземномор'ї, а у тропіках — і в горах.

## Види
Виділяють понад 300 (за ін. даними 400) видів гераней.
В Україні поширені понад 20 видів журавцю (герані), зокрема:
- Журавець альпійський (Geranium alpestre);
- Журавець блискучий (Geranium lucidum);
- Журавець болотяний (Geranium palustre) — з бордовими квітами;
- Журавець великокореневищний (Geranium macrorrhizum) — у Карпатах, квітки мають відтінки від фіолетового і криваво-червоного до блідо-рожевого;
- Журавець голубиний (Geranium columbinum);
- Журавець дрібний (Geranium pusillum) — з світло-ліловими, майже білими квітами;
- Журавець кримський (Geranium asphodeloides);
- Журавець лісовий (Geranium sylvaticum) — з ліловими квітами;
- Журавець лучний (Geranium pratense) — зі світло-ліловими квітами;
- Журавець пагорбовий (Geranium collinum);
- Журавець розлогий (Geranium divaricatum);
- Журавець розсічений (Geranium dissectum);
- Журавець чеський (Geranium bohemicum) та інші.

## Розведення і використання

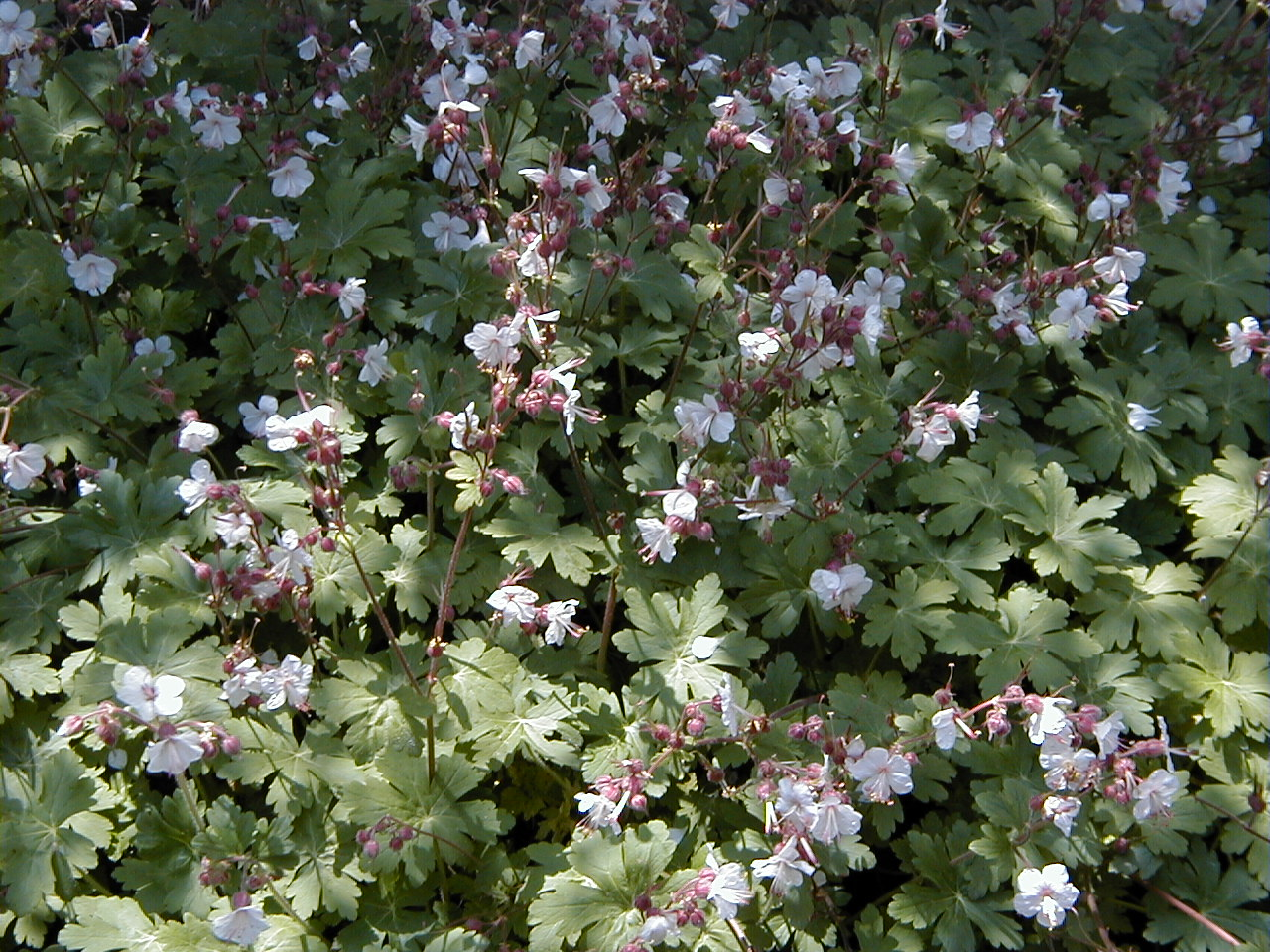
журавець великокореневищний (Geranium macrorrhizum)

Герань є відомою декоративною рослиною. У садівництві особливо популярні південно-європейські види та їх культурні гібриди (наприклад, журавець великокореневищний Geranium macrorrhizum), зокрема з махровими квітками.
Найкращий спосіб при розведенні — за допомогою розщеплення кореневища на частки, пагони і бруньки, також за допомогою насіння (як і для більшості рослин — восени або на початку весни).
Герані є поживою для личинок деяких видів метеликів.

## Пеларгонії
Часом серед садівників геранню називають не лише рослини роду Geranium, а й рослини роду Pelargonium (пеларгонії), які раніше також відносили до гераней.

## Галерея

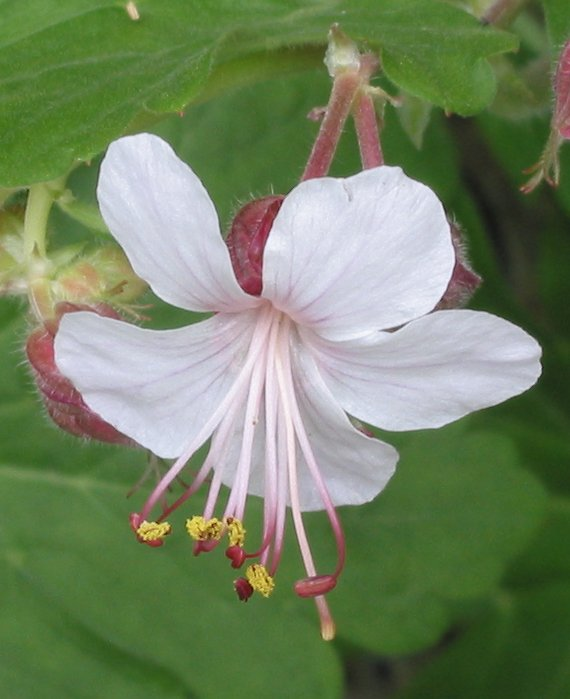
Квітка журавця великокореневищного (Geranium macrorrhizum)
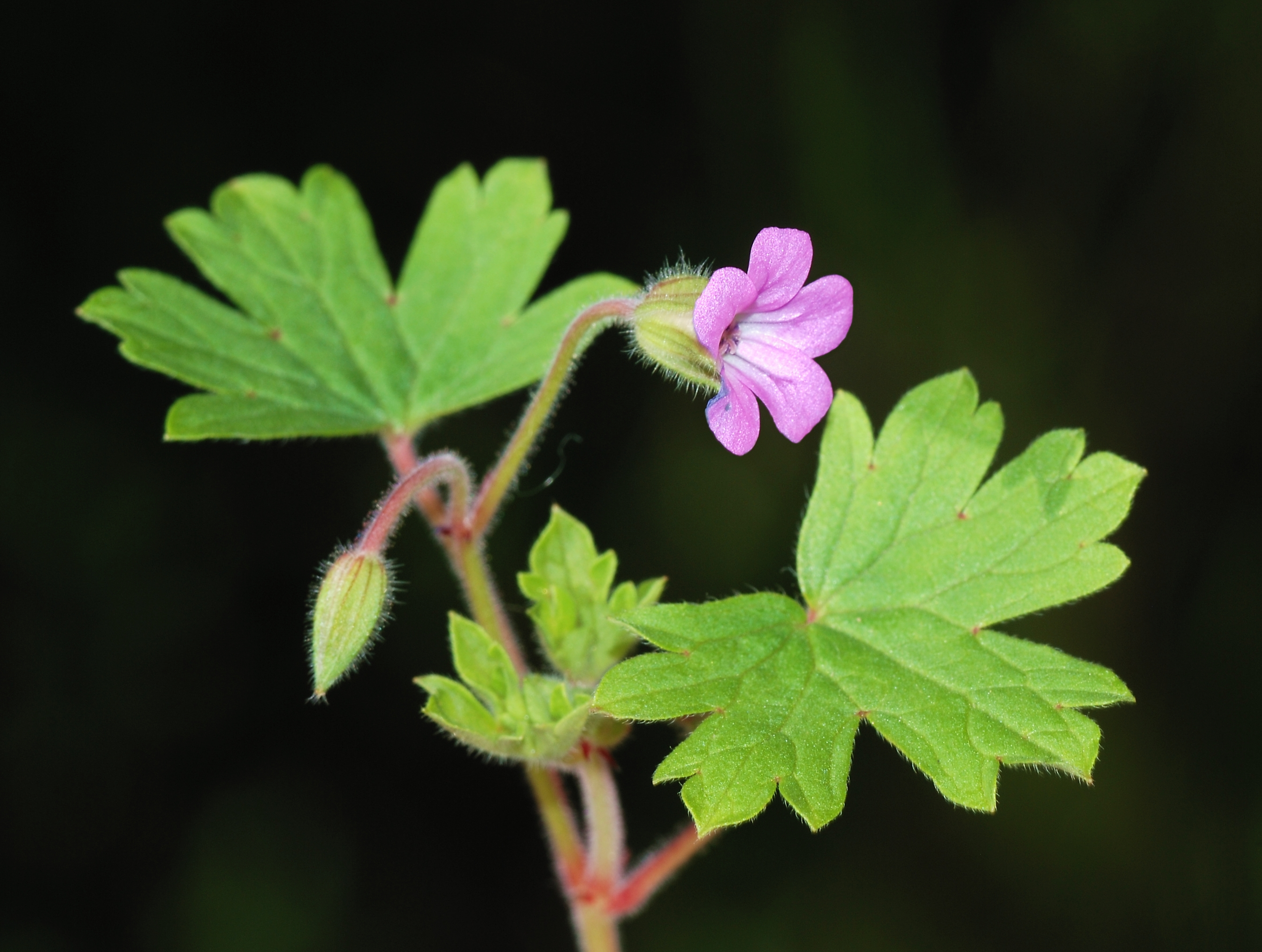
Журавець круглолистий (Geranium rotundifolium)
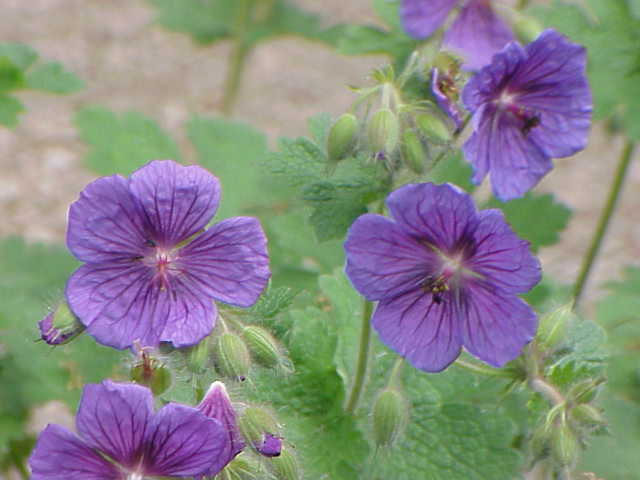
Geranium platypetalum
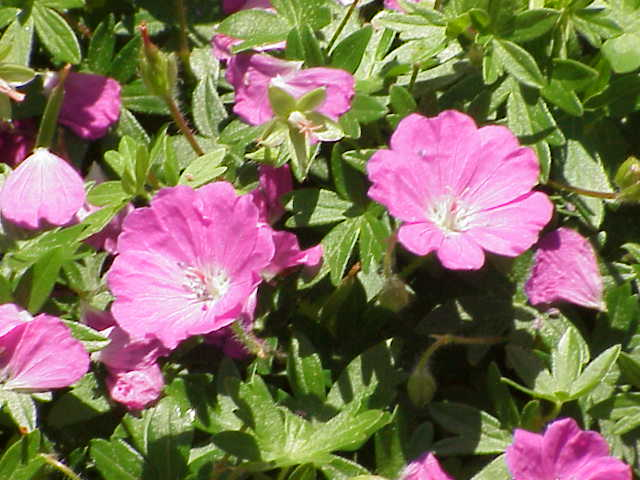
Журавець кривавий (Geranium sanguineum)
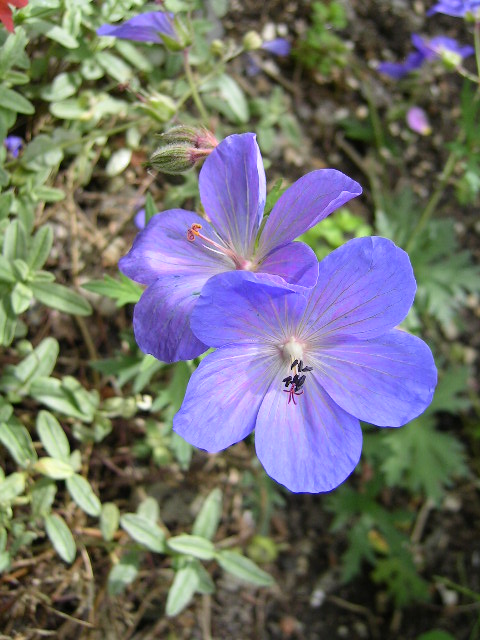
Johnson's Blue, садовий гібрид журавця лучного (Geranium pratense)
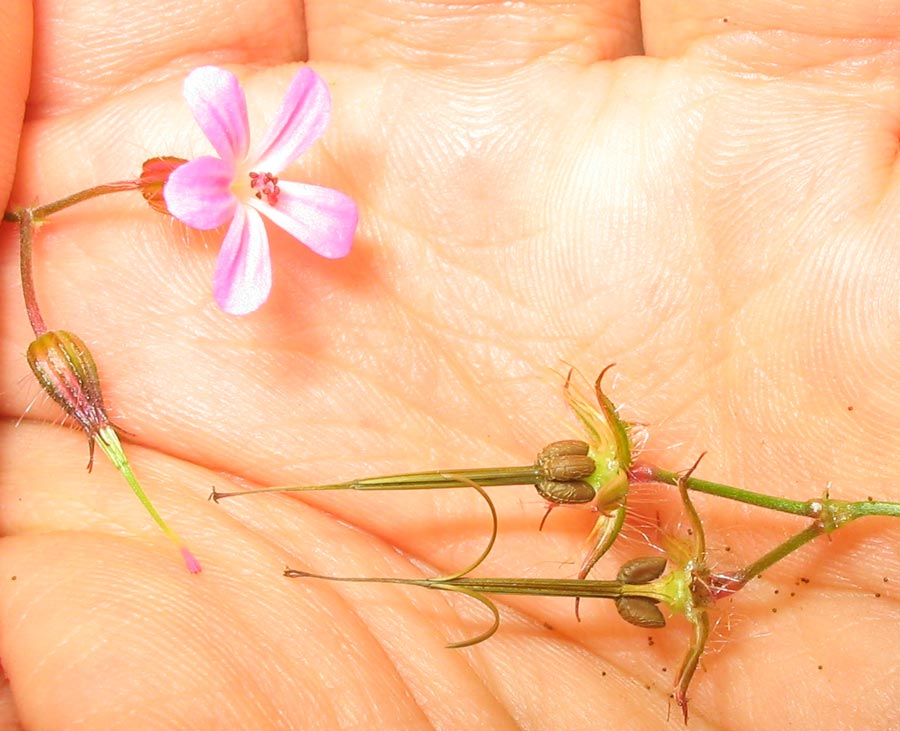
Квітка і сім'янка журавця смердючого (Geranium robertianum)
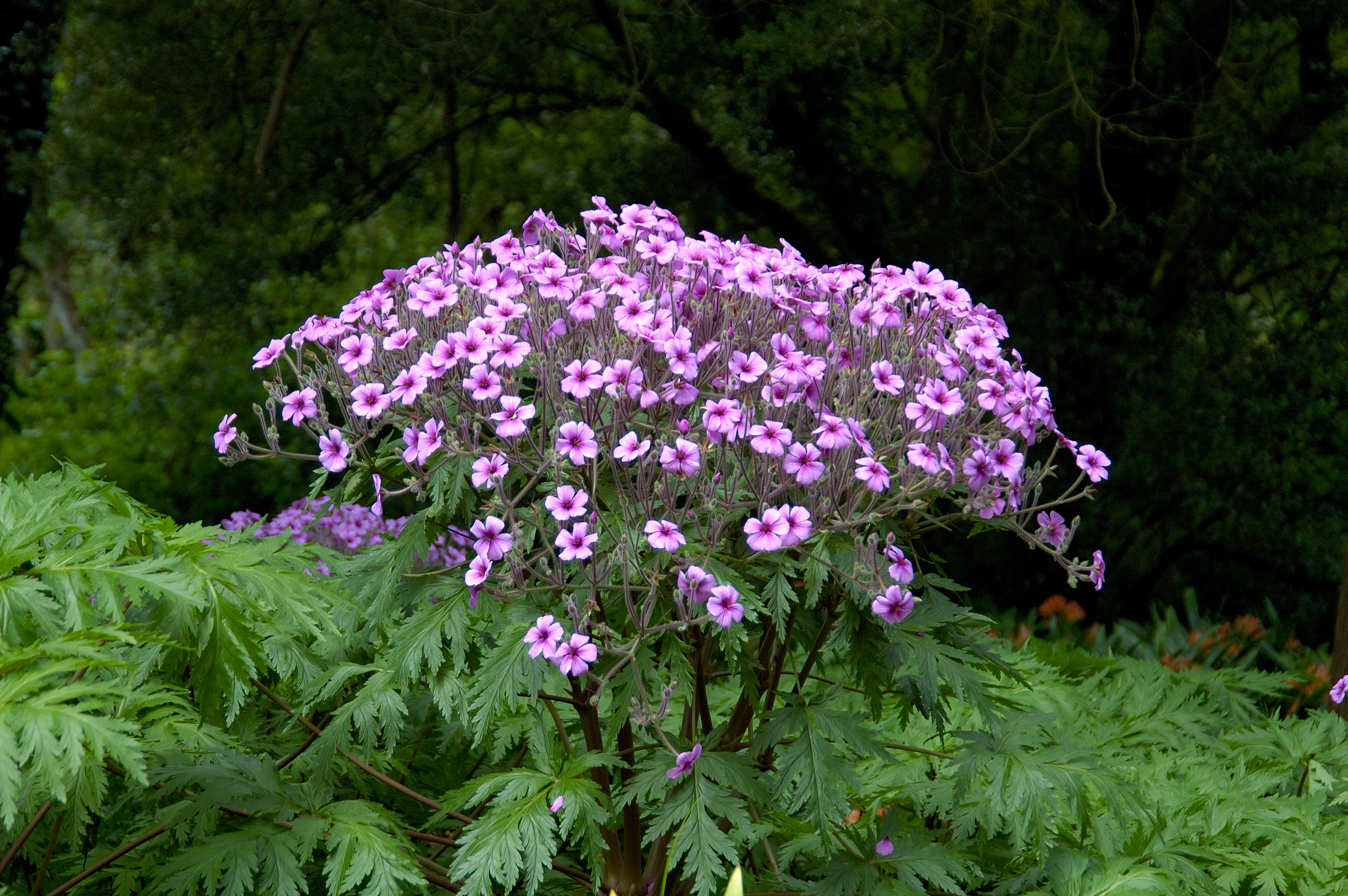
Geranium maderense
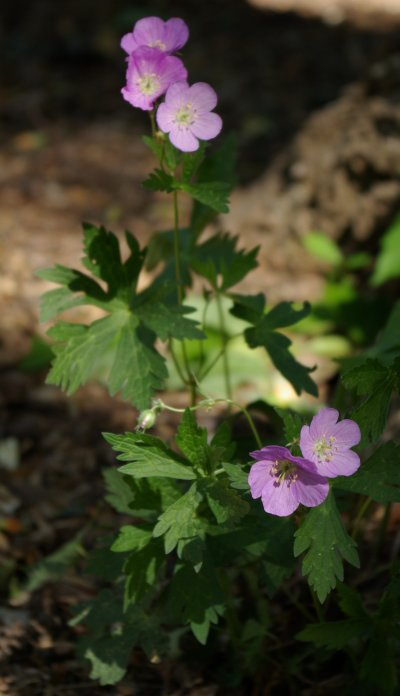
Geranium maculatum